# La Virgule
La Virgule est un centre de création théâtrale transfrontalier (franco-belge) créé en 1999. Il est dirigé par Jean-Marc Chotteau.
Implantée en France à Tourcoing et en Belgique à Comines-Warneton, La Virgule propose ses créations et accueille des spectacles venus de l'Europe entière. Elle a créé en 2008, Les Eurotopiques, un festival européen biennal de projets théâtraux.
En complément de son activité de création et d'accueil de spectacles, La Virgule propose des ateliers de sensibilisation théâtrale. Ainsi, elle est à l'origine d'une Atelier-Théâtre qui propose des ateliers de jeu, d'écriture et de mise en scène encadrés par des professionnels du spectacle vivant, ainsi que des rencontres avec les équipes artistiques des spectacles qu'elle programme. Avec le TAT (Théâtre-Action Transfrontalier), elle propose aussi un ensemble d'ateliers d'expression orale et de travail d'écriture, avec l'ambition de recréer du lien social par le théâtre.
Pour ses activités La Virgule reçoit le soutien de la région Hauts-de-France, du département du Nord, de la ville de Tourcoing et du centre culturel de Comines-Warneton. La Virgule a reçu entre 1999 et 2014 le soutien de l'Union européenne : Fonds européen de développement régional dans le cadre des programmes Interreg France - Wallonie - Vlaanderen.

## Créations de La Virgule[5]
- Bartleby ou j'aimerais mieux pas ! d'après le roman d'Hermann Melville, adaptation et mise en scène de Jean-Marc Chotteau. Création le 14 mars 2023 au Salon de Théâtre à Tourcoing. Musique originale : Timothée Couteau. Scénographie : Jean-Marc Chotteau. Construction : Alex Herman. Décoration : Frédérique Bertrand. Lumière : Éric Blondeau. Régie : Charly Caure. Assistanat à la mise en scène : Carole Le Sone. Avec : Éric Leblanc, Renaud Hézèques, Jean-Marc Chotteau et Eddy Vanoverschelde.

- Mademoiselle Julie d'August Strindberg, mise en scène de Jean-Marc Chotteau. Création le 16 novembre 2021 au Salon de Théâtre à Tourcoing. Scénographie : Jean-Marc Chotteau. Construction : Alex Herman. Décoration : Frédérique Bertrand. Lumière : Éric Blondeau. Régie : Charly Caure, Valentin Cuvelier, Guillaume Bommel. Assistanat à la mise en scène : Carole Le Sone. Avec : Estelle Boukni, Julie Duquenoy, Melki Izzouzi.

- Brel est une langue vivante, lecture spectacle conçue et dirigée par Jean-Marc Chotteau, avec des textes de Jacques Brel. Création le 4 juillet 2019 à Struga. Avec : Éric Leblanc, Carole Le Sone.

- L'École des femmes de Molière, mise en scène de Jean-Marc Chotteau. Création le 15 novembre 2018 au Théâtre Municipal Raymond Devos de Tourcoing. Produit en association avec la Cie Franche Connexion, la Cie Joker, la Cie Triple AAA, le Centre Culturel de Mouscron et le Centre-Culturel de Comines-Warneton. Avec le soutien de la Ville de Tourcoing. Scénographie : Renata Gorka. Assistanat à la mise en scène : Carole Le Sone. Lumière et régie : Éric Blondeau. Avec Aurélien Ambach-Albertini, Jean-Marc Chotteau, Julie Duquenoy, Éric Leblanc, Barbara Monin, Stéphane Titelein, Arnaud Devincre, Lionel Quesnée, Philippe Sinnesael.

- Votre Gustave d'après les correspondances de Gustave Flaubert, adaptation et mise en scène de Jean-Marc Chotteau, création musicale de Françoise Choveaux. Création le 5 octobre 2017 au Salon de Théâtre à Tourcoing. Produit en association avec le Conservatoire à Rayonnement Départemental de Tourcoing. Assistanat à la mise en scène : Carole Le Sone. Lumière et régie : Éric Blondeau. Décoration : Frédérique Bertrand. Avec Françoise Choveaux au piano et Jean-Marc Chotteau dans le rôle de Flaubert.

- Bouvard et Pécuchet  d'après Gustave Flaubert, adaptation et mise en scène de Jean-Marc Chotteau. Création le 17 novembre 2016 au Salon de Théâtre à Tourcoing. Assistanat à la mise en scène : Carole Le Sone. Lumière et régie : Éric Blondeau. Régie plateau : Wilfried Vanderstuyf, Lionel Quesnée. Costumes : Benjamin Warlop. Décoration : Frédérique Bertrand, assistée de Périne Grzegorczyk. Avec Jean-Marc Chotteau et Éric Leblanc.

- Éduc' écrit et mis en scène par Jean-Marc Chotteau. Création le 2 juin 2016 à la maison Folie - hospice d'Havré de Tourcoing (reprise du 11 au 13 janvier 2017). Produit en association avec l'A.A.P.I. (Association d’Animation, Prévention Insertion) de Tourcoing. Assistante à la mise en scène : Carole Le Sone. Création vidéo : Fanny Derrier. Création lumière et régie : Éric Blondeau. Scénographie : Jean-Marc Chotteau. Décor réalisé dans les ateliers de Mouscron par Céline Duchillier, Sébastien Halliez et Jean-Marc Platteau. Avec Aurélien Amabach-Albertini, Sabrina Ammouche, Marie-Christine Demeester, Roxane Desmit, Sacha Dillies, Virginie Houillon, Nicolas Komorowski, Éric Leblanc, Annabel Molliard, Mégane Vangeluwhe et Laurent Veraeghe.

- Étincelles, texte et mise en scène de Laura Sicignano. Création du 21 janvier au 6 février 2016 au Salon de Théâtre à Tourcoing.  Coproduction avec Teatro Cargo, Gênes (Italie). Produit avec l'aide du Centre National du Théâtre. Avec Patricia Pekmezian. Traduction française : Juliette Gheerbrant. Assistanat à la mise en scène : Olivier Favier. Documentation historique : Silvia Suriano. Musique originale : Edmondo Romanao. Scénographie : Laura Benzi. Costumes : Maria Grazia Bisio. Lumière : Tiziano Scali. Régie générale : Éric Blondeau.

- Fumistes ! et autres Zutistes, Jemenfoutistes, Incohérents, Hirsutes et Hydropathes de la Belle Époque, un spectacle de Jean-Marc Chotteau. Création du 15 au 31 janvier 2015 au Salon de Théâtre à Tourcoing. Assistanat à la mise en scène : David Lacomblez. Lumière et régie générale : Éric Blondeau. Interprétation musicale : Simon Fache. Avec Jean-Marc Chotteau, Christian Debaere, Éric Leblanc.

- Hypotyposes, conception, mise en scène et interprétation de Jean-Marc Chotteau. Création du 14 janvier au 15 février 2014 au Salon de Théâtre à Tourcoing (reprise du 27 novembre au 13 décembre 2014). Assistanat à la mise en scène : David Lacomblez. Création musicale : Cécile Broché. Interprétation musicale : Cécile Broché; Timothée Couteau. Création vidéo : Fanny Derrier, Élise Parat. Lumière et régie générale : Éric Blondeau. Enfant de la vidéo : Émilien Spriet. Avec les voix de Gaspard Chalansonnet, Corinne Lalondrelle, Émilien Spriet.

- HLM - Habiter La Mémoire. Conçu, écrit et mis en scène par Jean-Marc Chotteau. Création du 14 au 25 juin 2011 dans le linéaire Euclide du quartier Belencontre à Tourcoing. Assistants : David Lacomblez, Stéphane Titelein. Régie générale : Sébastien Meerpoel. Régie : Olivier Floury, Maïté Furling, David Lecocq, Yann Mendes-Lopès. Avec : Juliette Barry, Sylvie Baur, Cyril Brisse, Didier Coquet, Nathalie Croix, Rémy Delattre, Aurélien Dujardin, Rosalie Doudou, Tristan Hernas, Simon Hommé, Valentin Ladoé, Corinne Lalondrelle, Éric Leblanc, Anne-Sophie Martinache, Yoann Mascart, Brigitte Mariaulle, Claire Mirande, Barbara Monin, Lionel Quesnée, Wilfried Rioul, Laurence Salembier, Stéphane Titelein, Dominique Thomas, Bruno Tuchszer.

- Appartements Témoins, conception, décor et mise en scène de Jean-Marc Chotteau. Création du 10 au 13 février 2011 au Salon de Théâtre à Tourcoing. Coadaptation : Blandine Aubin. Récolte des témoignages : David Lacomblez, Lucie Hardouineau, Juliette Dulon. Lumière et son : Sébastien Meerpoel. Construction du décor : David Lecocq. Avec : Éric Leblanc.

- Night Shop ou L'Arabe du coin. Ecrit et mis en scène par Jean-Marc Chotteau. Création du 9 mars au 3 avril 2010 au Salon de Théâtre à Tourcoing. Scénographie : Jacques Voizot. Lumière : Sébastien Meerpoel. Avec : Rachid Benbouchta, Frédéric Barbe (reprise du rôle par Simon Hommé en 2012), Cyril Brisse, Éric Leblanc, Carole Le Sone, Claire Mirande, Dominique Thomas. (Egalement lors de la reprise du 13 novembre au 22 décembre 2012 : Corinne Lalondrelle, Rémy Delattre, Lionel Quesnée).

- Une Mort Moderne. La conférence du Dr Storm d'après Carl-Henning Wijkmark. Adaptation, jeu et mise en scène de Bruno Tuchszer. Création le 6 avril 2009 au Salon de Théâtre à Tourcoing.

- Le Réformateur de Thomas Bernhard. Mise en scène de Jean-Marc Chotteau. Création du 17 au 21 février 2009 au Théâtre Municipal Raymond Devos de Tourcoing. Collaborateurs artistiques : Michal Ratynski et Séverine Ruset. Assistante à la mise en scène : Carole Le Sone. Scénographie : Jacques Voizot. Costumes : Chantal Hocdé. Maquillage : Gwendaline Ryu. Lumière : Sébastien Meerpoel. Avec Jean-Marc Chotteau, Claire Mirande, Frédéric Barbe, Didier Coquet, Éric Leblanc et Dominique Thomas.

- Abel et Bela de Robert Pinget suivi de Situations Critiques de Jean-Marc Chotteau. Mise en scène de Jean-Marc Chotteau. Création du 5 au 6 décembre 2007 au Théâtre Municipal Raymond Devos de Tourcoing. Abel et Bela est une coproduction du Collectif Théâtre. Assistanat : David lacomblez et Carole Le sone. Régie générale : Sébastien Meerpoel. Avec Frédéric Barbe, Sylvie Baur, Estelle Boukni, Jean-Marc Chotteau, Jean-Claude Derudder et Éric leblanc.

- Effets de nuit. Texte et mise en scène de Philippe Madral. Création du 13 au 21 mars 2007 au Salon de Théâtre à Tourcoing. Coproduction avec le Théâtre du Dedans et le Théâtre Toursky de Marseille (Direction Richard Martin). Scénographie de Rémi Nicolas et Philippe Madral. Costumes de Michel Malard. Création musicale de Philippe Chatel. Régie générale : Sébastien Meerpoel. Avec Jenny Arasse et Jean-Marc Chotteau.

- L'Annonce à Guevara de Michel Franceus. Mise en scène d'Éric Leblanc. Création du 13 octobre au 9 novembre 2006 au Salon de Théâtre à Tourcoing. Décor : Jacques Voizot. Avec Alan Le Rouzic Monot et Valérie Sarramona.

- L'Autobus n'est juste à l'heure que quand il ne passe pas de Pierre Louki. Mise en scène de Jean-Marc Chotteau. Création du 16 mai au 1er juillet 2006 au Salon de Théâtre à Tourcoing. Avec Jean-Marc Chotteau et Dominique Thomas. (Reprise d'un spectacle de la Compagnie Jean-Marc Chotteau). Cette pièce fut rejouée les 30 septembre, 2, 3 et 9 octobre 2015 au Salon de Théâtre de Tourcoing par les 10 élèves de la Master-class 2014-2015 de l'École Transfrontalière du Spectateur (E.T.S.-La Virgule). Adaptation et Mise en Scène de Jean-Marc Chotteau. Lumière et régie : Eric Blondeau. Avec : Jean-Michel Annot, Jean-Marc Dejonghe, Rémy Delattre, Flovic Gosselin, Coralie Lequain, Alexia Leu, Pascal Longfils, Anne-Sophie Martinache, Lionel Quesnée et Camille Vanderdorpe.

- Comma. Texte et mise en scène de Jean-Marc Chotteau. Création du 22 novembre au 23 décembre 2005 au Salon de Théâtre à Tourcoing. Assistanat : David Lacomblez et Marie-Hélène Sarrazin. Scénographie : Patrick Bougeïa. Costumes : Léa Drouault. Avec Estelle Boukni et Jean-Marc Chotteau.

- Jouer comme nous. (Texto 2) Conception et mise en scène de Jean-Marc Chotteau. Création du 22 juin au 13 juillet 2004 dans le cloître de l'ancien Monastère des Anges, Hospice d'Havré, maison Folie Tourcoing. Réalisation vidéo : Pascal Goethals. Direction musicale : Marc Gosselin. Avec Sophia Leboutte, Christian Ruché et Bruno Tuchszer.

- Le Bain des pinsons. (Texto 1) Conception et mise en scène de Jean-Marc Chotteau. Création du 1er au 22 mai 2004 à l'ancienne piscine de Mouscron. Assistanat : Maud Piontek. Régie générale : Sébastien Meerpoel. Direction musicale : Marc Gosselin.

- L'Endroit du Théâtre. Texte et mise en scène de Jean-Marc Chotteau. Création du 25 mars au 7 avril 2003 au Centre Marius Staquet à Mouscron. Assistanat : Maud Piontek. Régie générale : Sébastien Meerpoel. Avec : Géraldine Barbe, Frédéric Barbe, Jean-Marc Chotteau, Isabelle Goethals-Carré, Éric Leblanc, Arlette Renard, Dominique Thomas et 120 figurants.

- L'Éloge de la folie d'Érasme. Adaptation, mise en scène et interprétation : Jean-Marc Chotteau. Création du 13 au 20 décembre 2002 au Centre Marius Staquet à Mouscron. Costumes Sophie Selosse. Assistanat : Maud Piontek. Régie générale : Sébastien Meerpoel. (Reprise d'un spectacle de la Compagnie Jean-Marc Chotteau).

- Éloge de la paresse. Texte et mise en scène de Jean-Marc Chotteau. Création du 14 mai au 2 juin 2002 à la bourloire St-Raphaël de Tourcoing (La Marlière). Avec la collaboration de Maud Piontek. Avec Frédéric Barbe, Angélique Catel, Christophe Delahousse, Laurence Flahault, Éric Leblanc, Maxime Mende, Sébastien Meerpoel, Laurence Salembier, Belinda Tesse et Dominique Thomas.

- La Vie à un fil. Texte et mise en scène de Jean-Marc Chotteau. Création du 15 au 30 juin 2001 à La Teinturerie, Usine Vanoutryve à Tourcoing. Scénographie : Gérard Frisque. Chorégraphie : Cie Thomas Duchâtelet.

- L'Esthétocrate ou Les Gaietés de l'Esthétique d'après Pol Bury. Mise en scène de Jean-Marc Chotteau. Avec la collaboration de Jean-Paul Tribout et de Marie-Hélène Sarrazin. Création du 20 mars au 8 avril 2001 au Salon de Théâtre à Tourcoing. Avec Jean-Marc Chotteau et Dominique Thomas.

- Prises de becs au gallodrome. Un florilège des pires scènes de ménage de Molière à Ionesco. Mise en scène de Jean-Marc Chotteau. Création du 19 au 24 juin 2000 au Gallodrome du Risquons-Tout à Neuville en Ferrain.

- Le Misanthrope de Molière. Mise en scène de Jean-Marc Chotteau. Création du 17 mars au 8 avril 2000 au Salon de Théâtre à Tourcoing. Assistanat : Marie-Hélène Sarrazin. Dramaturgie : Maud Piontek. Avec Jean-Marc Chotteau, Charles-Antoine Decroix, Éric Leblanc, Béatrice Wegnez, Bruno Tuchszer et Stéphane Titelein.

- Petites misères de la vie conjugale d'après Honoré de Balzac. Adaptation et mise en scène de Jean-Marc Chotteau. Création les 3 et 4 mars 1999 au Centre Marius Staquet à Mouscron. Avec Angélique Catel, Éric Leblanc et Bruno Tuchszer. Scénographie : Jacques Voizot. (Reprise d'un spectacle de la Compagnie Jean-Marc Chotteau).

## Saisons de La Virgule
- 2022 / 2023 : Faites le mur !
- 2021 / 2022 : Proche de vous !
- 2020 / 2021 : Une saison qui respire
- 2019 / 2020 : Exercices d'émerveillement
- 2018 / 2019 : Éternel éphémère
- 2017 / 2018 : Couleurs
- 2016 / 2017 : Pas si bête !
- 2015 / 2016 : L'accessoire et l'essentiel
- 2014 / 2015 : Belle époque !
- 2013 / 2014 : Figures de style
- 2012 / 2013 : Effacer les frontières
- 2011 / 2012 : Les Couleurs de l'ouragan
- 2010 / 2011 : Grand Ensemble
- 2009 / 2010 : Alimentation Générale
- 2008 / 2009 : Vacances
- 2007 / 2008 : People ?
- 2006 / 2007 : Jeux
- 2005 / 2006 : Comme de bien entendu
- 2004 / 2005 : Faire le mur
- 2003 / 2004 : Textile, Texto
- 2002 / 2003 : Par-dessus tête
- 2001 / 2002 : La Paresse
- 2000 / 2001 : Une saison bien cadrée
- 1999 / 2000 : Écoutez voir
- 1998 / 1999 : Éloge de la virgule